# تاريخ أستراليا (1901– 1945)

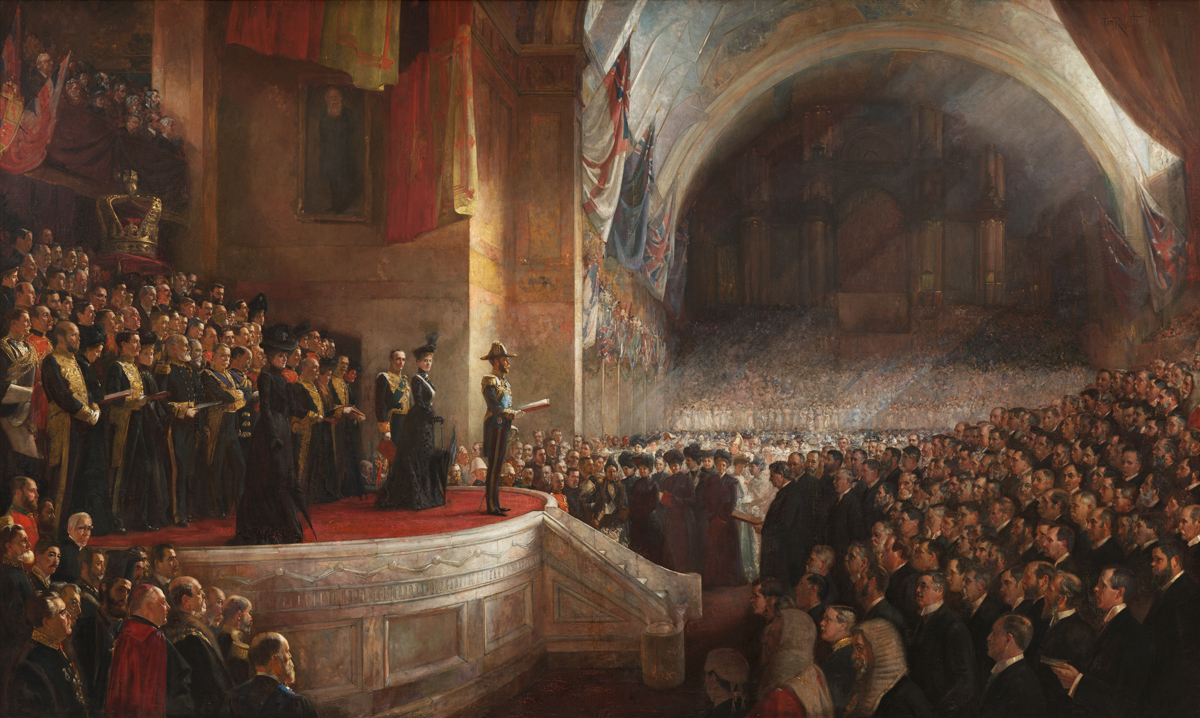
افتتاح أول برلمان في أستراليا (1901).

يبدأ تاريخ أستراليا في الفترة 1901– 1945 باتحاد المستعمرات الست لتشكيل كومنولث أستراليا. انضمت الأمة الفتية إلى بريطانيا في الحرب العالمية الأولى، وعانت من الكساد الكبير في أستراليا والذي كان جزءًا من الكساد الكبير العالمي، وانضمت إلى بريطانيا مجددًا في الحرب العالمية الثانية ضد ألمانيا النازية في عام 1939. شنت الإمبراطورية اليابانية هجمات جوية وبحرية ضد المدن الأسترالية خلال حرب المحيط الهادئ.

## الاتحاد
وصل الأسطول الأول من السفن البريطانية إلى ميناء سيدني في عام 1788، منشئًا بذلك أول ما سيتطور لاحقًا إلى المستعمرات الست ذاتية الحكم: نيوساوث ويلز، وتاسمانيا، وجنوب أستراليا، وأستراليا الغربية، وفيكتوريا، وكوينزلاند. وغادرت آخر الحاميات البريطانية أستراليا في عام 1870. في بداية القرن العشرين، بعد اختتام مفاوضات استمرت قرابة العقدين عن الاتحاد وبموافقة جميع المستعمرات الأسترالية الست على دستور اتحادي وتصديق البرلمان البريطاني عليها في مرحلة لاحقة في عام 1900، أسفر ذلك عن اندماج سياسي للمستعمرات الأسترالية الست في الكومنولث الأسترالي الموحد، وأُعلن عنه رسميًا في 1 يناير 1901.
اختيرت ملبورن لتكون مركزًا مؤقتًا للحكومة أثناء تشييد العاصمة المصممة لهذا الغرض، كانبيرا. افتتح الملك المستقبلي جورج الخامس، يليه دوق يورك أول برلمان في أستراليا في 9 مايو 1901، وافتتح خلفه (الملك جورج السادس لاحقًا) أول جلسة في كانبيرا خلال مايو 1927. أصبحت أستراليا تتمتع بالحكم الذاتي في الشؤون الداخلية والخارجية بإقرار قانون اعتماد القوانين التشريعية لويستمنستر في 9 أكتوبر 1942. وأزال قانون أستراليا لعام 1986 بقايا السلطة القانونية البريطانية على الصعيد الاتحادي. (وكانت كوينزلاند آخر ولاية تتخلص من الاستعانة بالمحاكم البريطانية، لكنها لم تفعل ذلك حتى عام 1988).

## بداية القرن العشرين
خرج كومنولث أستراليا إلى حيز الوجود عندما أعلنه الحاكم العام، اللورد هوبتن الدستور الاتحادي في 1 يناير 1901. وأُجريت أول انتخابات اتحادية في مارس 1901 ونتج عنها أغلبية ضئيلة للحزب الحمائي متفوقًا على حزب التجارة الحرة وحزب العمل الأسترالي ثالثًا في الاقتراع. صرح حزب العمل أنه سيقدم الدعم للحزب الذي قدم تسهيلات وشكل حزب الحمائية الحكومة بقيادة إدموند بارتون، وعُين ألفرد ديكين نائبًا عامًا لأستراليا.
وعد بارتون «بإنشاء محكمة عليا،... وخدمة اتحادية عامة فعالة... وتقدم باقتراح توسعة نطاق الصلح والتحكيم، وإنشاء خط سكة حديدية موحد بين العواصم الشرقية، ومنح حقوق الامتياز الاتحادية للإناث، وإنشاء نظام المعاشات التقاعدية للمسنين.» ووعد أيضًا بتقديم تشريعات لضمان حقوق «أستراليا البيضاء» من أي تدفق للعمال الآسيويين أو من جزر المحيط الهادئ.
أسس حزب العمال في ثمانينيات القرن التاسع عشر، بعد فشل النزاع البحري وإضراب الجزازين. تمركزت قوته في حركة النقابات العمالية الأسترالية «والتي ارتفع معدل العضوية فيها من 100,000 في عام 1901 لتصل إلى ما يزيد عن نصف مليون في عام 1914.» كانت الاشتراكية الديمقراطية منصة حزب العمال الأسترالي. ساعد الدعم المتزايد في الانتخابات، إلى جانب تشكيل حكومة اتحادية في عام 1904 بقيادة كريس واتسون، ومرة أخرى في عام 1908، على توحيد المحافظين المتنافسين، والسوق الحر ومناهضي الاشتراكية الليبراليين في حزب الكومنولث الليبرالي في عام 1909. إلا أن الحزب حُلَّ في عام 1916، وفي الحزب الليبرالي الحديث، يمكن إيجاد خلف لنسخته من «الليبرالية» في أستراليا والذي يتضمن في بعض جوانبه اتحادًا يتألف من ليبراليي ميل ومحافظي بيرك متحدين لدعم الفردانية ومعارضة الاشتراكية. أطلق الحزب الوطني الأسترالي (الحزب الوطني اليوم) في عام 1913 في أستراليا الغربية لتمثيل مصالح المناطق الريفية، وتشكل على الصعيد الوطني في عام 1920، متألفًا من عدد من أحزاب المزارعين القائمة على مستوى الدولة.

في إحدى الكتابات حول اهتمامات الشعب الأسترالي أوائل اتحاد أستراليا قبيل الحرب العالمية الأولى، أدرج مؤرخ الحرب الكبرى الرسمي، تشارلز بين «سياسة أستراليا البيضاء»، والتي عرفها بأنها «جهد شديد للحفاظ على معايير غربية رفيعة المستوى للاقتصاد والمجتمع والثقافة (مما يستدعي في تلك المرحلة، ومع ذلك قد تكون مموهة، وذات تهميش قاسي للشعوب الشرقية).» كان قانون تقييد الهجرة لعام 1901 أول القوانين التي يقرها البرلمان الأسترالي. والذي هدف لتقييد الهجرة من آسيا (والصين خاصة)، وحظي بدعم قوي في البرلمان الوطني، تراوحت الحجج بين الحماية الاقتصادية والعنصرية البحتة، وحظر القانون الجديد إصدار الأوامر بأي لغة أوروبية، ما أدى إلى تهميش المهاجرين «البيض». سعى حزب العمال الأسترالي لحماية وظائف «البيض» وطالب بقيود أكثر صراحة. تحدث القليل من السياسيين عن الحاجة إلى تجنب علاج هستيري للمسألة. قال عضو البرلمان، بروس سميث أنه «لا يمتلك أي رغبة برؤية الطبقة المتدنية من الهنود والرجال الصينيين أو اليابانيين... يحتشدون في هذه البلاد... لكنه يوجد التزام... عدم الإساءة غير الضرورية للطبقات المتعلمة من تلك الأمم» وعبر دونالد كاميرون في إشارة نادرة للنزاع: 
«لا يوجد أي عرق... على هذه الأرض عومل بطريقة مخزية أكثر من الصينيين... أُرغموا تحت تهديد السلاح بالاعتراف بالرجال الإنجليز... في الصين. إذا فرضنا عليهم الاعتراف بشعبنا... لماذا وباسم العدالة! نرفض الاعتراف بهم هنا؟».
خارج البرلمان، كان الكاردينال الكاثوليكي الأول، بّاتريك فرانسيس موران نشطًا سياسيًا واستنكر التشريعات المعادية للصينيين ووصفها أنها «مخالفة للروح المسيحية». سخرت وسائل الإعلام الشعبية من موقف الكاردينال وأيدت جماعات السكان الأوروبيين القليلة التشريع بشكل عام وبقيت خائفةً من أن تصبح مغلوبة على أمرها بسبب تدفق المهاجرين غير البريطانيين من الثقافات المختلفة للإمبراطوريات المكتظة بالسكان إلى شمال أستراليا.
أقر القانون مجلسي البرلمان وأبقى على سمة رئيسية لقوانين الهجرة لأستراليا إلى أن أُلغي في خمسينيات القرن العشرين. في الثلاثينيات، حاولت حكومة ليونس وفشلت باستبعاد إيغون إيروين، مؤلف تشيكوسلوفاكي شيوعي من دخول أستراليا بواسطة قانون «إصدار الأوامر» باللغة الغيلية الأسكتلندية. حكمت المحكمة الأسترالية العليا ضد هذا الاستعمال، وبرزت المخاوف باستعمال القانون لأهداف سياسية.
قبل عام 1901، كانت وحدات الجنود لجميع المستعمرات الست الأسترالية نشطة كجزء من القوات البريطانية في حرب البوير. عندما طلبت الحكومة البريطانية من أستراليا تزويدها بجنود أكثر في بداية عام 1902، كانت الحكومة الأسترالية ملزمة بالامتثال للوحدة الوطنية. وبحلول نهاية الحرب في يونيو 1902، بلغ عدد المتطوعين للخدمة نحو 16,500 رجل. لكن سرعان ما شعر الأستراليون بالخطر يقترب منهم. سمح التحالف الإنجليزي الياباني لعام 1902 للبحرية الملكية البريطانية بسحب سفنها من المحيط الهادئ بحلول عام 1907. وجد الأستراليون أنفسهم في وقت الحرب قاعدة وحيدة وقليلة السكان. أكدت زيارة الأسطول الأبيض العظيم المثيرة للإعجاب في عام 1908 للحكومة على أهمية البحرية الأسترالية. عزز قانون الدفاع لعام 1909 أهمية الدفاع الأسترالي. وفي فبراير 1910، قدم اللورد كتشنر مزيدًا من المشورة حول مخططات الدفاع المرتكزة على التجنيد الإجباري. وبحلول عام 1913، قادت مركبة أستراليا الحربية البحرية الملكية الأسترالية حديثة العهد. يقدر المؤرخ بيل غاميج أنه في عشية الحرب، امتلكت أستراليا 200,000 رجل «تحت السلاح نوعًا ما».
يرى المؤرخ همفري مكوين أن ظروف العمل والمعيشة في الطبقات العاملة الأسترالية أوائل القرن العشرين كانت «راحة مقتصدة» في حين كان افتتاح محكمة لتحكيم نزاعات العمل مثيرًا للخلاف، وكان اعترافًا بالحاجة لوضع تعويضات صناعية، حيث تمتع جميع متقاضي الأجور في قطاع صناعي واحد بظروف العمالة والأجور نفسها. وأقر حكم الحصاد لعام 1907 مفهوم الأجر الأساسي وفي عام 1908، استحدثت الحكومة الاتحادية المعاشات التقاعدية للمسنين. وبالتالي حظي الكومنولث الجديد بالاعتراف كحقل اختبار للتجارب الاجتماعية والليبرالية الإيجابية.
أصاب الجفاف المدمر بعض المناطق في أواخر ثمانينيات القرن التاسع عشر وبداية القرن العشرين إلى جانب اجتياح الأرانب المتزايد، خالقًا معاناة كبيرة في أستراليا الريفية. رغم ذلك، تخيل عدد من الكُتاب «وقتًا تتفوق فيه أستراليا على بريطانيا في الثروة والأهمية، وعندما تدعم مساحاتها الخضراء هكتارات من المزارع والمصانع لتشبه تلك التي في الولايات المتحدة. وقدر البعض أن يبلغ عدد السكان 100 مليون أو 200 مليون نسمة أو أكثر.» كان إدوين جيمس برادي من بين هؤلاء الكتاب⸵ وهو صاحب الكتاب الصادر عام 1918 أستراليا بلا حدود الذي يصف أراضي أستراليا الداخلية بأنها جاهزة للتطوير والاستقرار، «متجهةً يومًا ما لتنبض بالحياة.»

### الدين
في السنوات المبكرة للقرن الذي حولت كنيسة إنجلترا في أستراليا نفسها في أنماط عبادتها، وفي المظهر الداخلي لكنائسها، وفي أشكال الطاعة التي يوصي بها رجال الدين. مثلت التغييرات تركيزًا أكبر على الطقوس وقدمها رجل دين شاب تدرب في إنجلترا وألهمته حركات أكسفورد والإنجليز الكاثوليك. وكانت نساء الكنيسة والأبرشيات من الطبقة العليا والمتوسطة مؤيدات بشدة، فتغلبن بذلك على تردد بعض الرجال. اعتُمدت التغييرات بشكل واسع بحلول عشرينيات القرن العشرين، جاعلة كنيسة إنجلترا واعيةً ذاتيًا «أنجليكانية» ومنفصلة عن الكنائس البروتستانتية الأخرى. في نيوساوث ويلز بشكل خاص، نشب خلاف بين العناصر المحافظة والمؤيدين السياسيين الليبراليين لحركة الإنجيل الاجتماعي، والذين أرادوا اهتمامًا أكثر من الكنيسة للعلل الاجتماعية في المجتمع. حصرت معارضة القوات الإنجيلية المحافظة القوية ضمن أبرشية سيدني الليبراليين خلال ثلاثينيات القرن التاسع عشر، لكن أفكارهم ساهمت في تشكيل حركة النظام الاجتماعي المؤثرة عقب الحرب العالمية الثانية.
فشلت محاولات توحيد الكنائس الطائفية والميثودية والمشيخية في الفترة 1901- 1913 ومجددًا في 1917- 1925⸵ ونجحت فقط في عام 1977، بتنظيم من الكنيسة الموحِدة في أستراليا. كانت المنظمات الضعيفة في كل مذهب تعيق الجهود المبذولة أوائل القرن. وقف تقديم الاختلافات الطائفية على التنظيم في طريق التوحيد، إضافة إلى مركز الوزارة وتعاليم المذاهب (بدرجة أقل). وبحلول عام 1920، جعلت اللاهوتية الليبرالية في القادة التوحيديين كامل الحركة مشبوهة لدى الأفراد الأرثوذكسيين، وخاصة أعضاء الكنيسة المشيخية. والأهم من ذلك، معارضة العضوية العامة للكنائس وعدم مبالاتها. تجاهل القادة الذين خططوا للاتحاد عامة الشعب في عملية صنع القرار وفشلوا في تطوير تعاون ملموس على الصعيد المحلي.
وبالتالي استقرت الكنيسة الكاثوليكية في أستراليا، حتى أواخر القرن العشرين بين الطبقات العاملة للمجتمعات الأيرلندي. رأى باتريك موران (1830-1911)، كبير أساقفة سيدني، أن الكاثوليكية ستزدهر بنشأة الأمة الجديدة عبر الاتحاد في عام 1901، وأضاف أن الشعب رفض «التلوث» من المؤثرات الخارجية، كالفوضوية والاشتراكية والحداثة والعلمانية. وفرق بين الاشتراكية الأوروبية والحركة الإلحادية والأستراليين الذين يدعون أنفسهم «اشتراكيين». ووافق على أهداف هؤلاء في حين شعوره بأن النموذج الأوروبي لم يكن الخطر الحقيقي في أستراليا. وعكست وجهة نظر موران قبوله الصادق لديمقراطية أستراليا وإيمانه بدولة مختلفةً وأكثر حريةٍ من المجتمعات القديمة التي قدم منها الأشخاص. ورحب موران بحزب العمل، ووقفت الكنيسة إلى جانب ذلك بمعارضة التجنيد الإجباري في الاستفتاءات الشعبية لعامي 1916 و1917. كان التسلسل الهرمي وثيق الصلة بروما، ما شجع الأساقفة على دعم الإمبراطورية البريطانية.